# كورديلة
الكورديلة (الاسم العلمي: Cordylus) هي جنس من الزواحف تتبع فصيلة الكورديلات من رتبة الحرشفيات.

## أنواع الكورديلة
- كورديلة السواحل
- كورديلة أنغولية
- كورديلة أوكينغا
- كورديلة أولوفسن
- كورديلة جافة
- كورديلة رأس الرجاء
- كورديلة روديسية
- كورديلة ريفاي
- كورديلة سوداء
- كورديلة شرق أفريقيا
- كورديلة صغيرة
- كورديلة كليوتي
- كورديلة ماكلاشلان
- كورديلة مشادو
- كورديلة مكولا